# چریکلو
چریکلو (به تُرکی آذربایجانی: چریکلو) روستایی تُرک نشین در آذربایجانِ ایران است.

## جمعیت
این روستا در دهستان قشلاقات افشار قرار دارد و براساس سرشماری مرکز آمار ایران در سال ۱۳۸۵، جمعیت آن ۸۵ نفر (۲۱خانوار) بوده‌است.
همچنین بیشتر اهالی روستای چریکلو و روستاهای مجاور طی سالیان اخیر به استان تهران و حومه شهر تهران مهاجرت کرده‌اند.